# Сейфулла, Рошен Джафарович
Рошен Джафарович Сейфулла (21 января 1938 — 24 апреля 2019) — советский и российский фармаколог, специалист в сфере спортивной медицины. Доктор медицинских наук, профессор, заслуженный деятель науки РФ.
Его называют главой нового направления в России — спортивной фармакологии.

## Биография
Окончил педиатрический факультет 2-го МОЛГМИ им. Н. И. Пирогова (1962). С 1962 по 1965 год обучался в аспирантуре кафедры фармакологии альма-матер. В 1966 году защитил кандидатскую диссертацию «Влияние АКТГ и кортизона на свертываемость крови». С того же года работал на кафедре ассистентом, а затем приглашенным сотрудником.
Ближайший помощник П. В. Сергеева в организации в 1968 г. первой в стране кафедры молекулярной фармакологии и радиобиологии, работал на ней старшим преподавателем, доцентом, профессором.
Докторская дисс. «Фармакологическое исследование действия стероидных гормонов на систему свертывания крови» (1971).
Р. Д. Сейфулла причисляется к фармакологической научной школе академика П. В. Сергеева.
С 1975 года перешёл на работу в НИИ трансплантологии и искусственных органов, где заведовал кафедрой клинической биохимии. Затем занимается проблемами спортивной фармакологии сначала в НИИ физической культуры (1980—2000), а после — в Московском научно-практическом центре спортивной медицины. С 2007 года также заведующий лабораторией клинической фармакокинетики Научного центра неврологии, член его этического комитета.

## Научная деятельность
С 2001 года совместно с З. Г. Орджоникидзе постоянный руководитель симпозиума «Спортивная фармакология и медицина» ежегодного Российского национального конгресса «Человек и лекарство».
Был представителем СССР в Европейской комиссии по общественным мерам борьбы с допингом. Председателем Госкомспорта СССР был утвержден в должности Главного спортивного фармаколога.
Академик Международной академии информатизации.
Член редколлегии журнала «Экспериментальная и клиническая фармакология».
Руководитель 28 кандидатских и 5 докторских диссертаций. Известен своей работой в области апитерапии.
В 1991 году разработал состав препарата для предупреждения возникновения и устранения эректильной дисфункции у спортсменов-тяжелоатлетов, который получил впоследствии название «Леветон».
Автор более 450 научных работ, из которых 12 монографий. Имеет 18 патентов на изобретение.

### Научные труды
- Сергеев П. В., Сейфулла Р. Д., Майский А. И. Молекулярные аспекты действия стероидных гормонов. Москва: «Наука», 1971.
- П. В. Сергеев, Р. Д. Сейфулла, А. И. Майский, «Физико-химические механизмы и гормональная регуляция свертывания крови». М.: «Наука», 1974. 263 с. {монография}
- Сергеев П. В., Тажибаев Ш. С., Сейфулла Р. Д. Витамин Д. Алма-Ата: «Наука», 1974.
- Р. Д. Сейфулла, И. А. Анкудинова, «Допинговый монстр» (М.: ВИНИТИ, 1996).
- Сейфулла Р. Д. Спортивная фармакология : справочник / Сейфулла Р. Д. — М.: ИПК «Московская правда», 1999. — 117 с.
- Сейфулла Р. Д. Записки потомка хана Крым-Гирея. — М.: Экслибрис-Пресс, 2000. — 239 с.
- Лекарства и БАД в спорте: практическое руководство для спортивных врачей, тренеров и спортсменов. / [Р. Д. Сейфулла и др.]; Под общ. ред. Р. Д. Сейфуллы, 3. Г. Орджоникидзе. — М.: Литтера, 2003. — 320 с.
- Олейник, С. А. и др. Спортивная фармакология и диетология. — М. : ООО «И. Д. Вильямс», 2008. — 256 с.
- «Фармакология спорта» Изд. Олимпийская литература, Киев, 2010, 640 с.
- «Липосомальные фармакологические препараты», Москва, 2010, 241 с.